# Земо-Марги
Земо-Марги (груз. ზემო მარღი) — село в Грузии, на территории Местийского муниципалитета края (мхаре) Самегрело-Верхняя Сванетия.

## География
Село находится в северо-западной части Грузии, к востоку от реки Ненскры (правый приток Ингури), на расстоянии приблизительно 41 километра (по прямой) к западу от посёлка городского типа Местиа, административного центра муниципалитета. Абсолютная высота — 1240 метров над уровнем моря.

## Население
По результатам официальной переписи населения 2014 года в Земо-Марги проживало 50 человек (26 мужчин и 24 женщины). В национальной структуре населения грузины составляли 100 %.
| Год  | Население, человек |
| ---- | ------------------ |
| 2002 | 114                |
| 2014 | ↘ 50               |